# Distributari

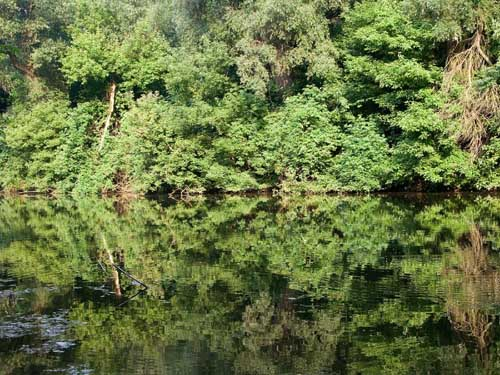
El Petit Danubi en Eslovàquia, un distributari del Danubi

Un distributari, canal distributari o defluent, és un corrent que es ramifica i s'allunya d'un corrent principal. És un accident fluvial típic dels deltes dels rius. El fenomen també es coneix com a bifurcació del riu. El contrari d'un distributari és un afluent.
Els distributaris apareixen generalment quan un corrent s'acosta a un llac, al mar o a l'oceà, però també poden aparèixer a l'interior, en els ventalls al·luvials o quan un afluent es bifurca a mesura que s'acosta la seva confluència amb un corrent més gran. En alguns casos, un distributari menor pot desviar tanta aigua des del canal principal que pot convertir-se en el corrent principal.

## Termes relacionats
Els termes comuns per nomenar individualment els rius distributaris en els països de parla anglesa són «arm» (braç) i «chanel» (canal). També es pot referir a un distributari que no es torna a reunir al canal principal del que s'ha ramificat (per exemple, els braços del nord, oest i sud del riu Fraser, o el canal de l'oest del riu Mackenzie), o a un que ho fa (per exemple, el canals Annacis i Annieville del riu Fraser, separats per l'Annacis Island).
En Austràlia, el terme «anabranch» s'utilitza per referir a un distributari que es desvia del curs principal del riu i torna a unir-se més tard. En Amèrica del Nord un anabranch s'anomena «braided stream» (corrent trenat).

## Amèrica del Nord

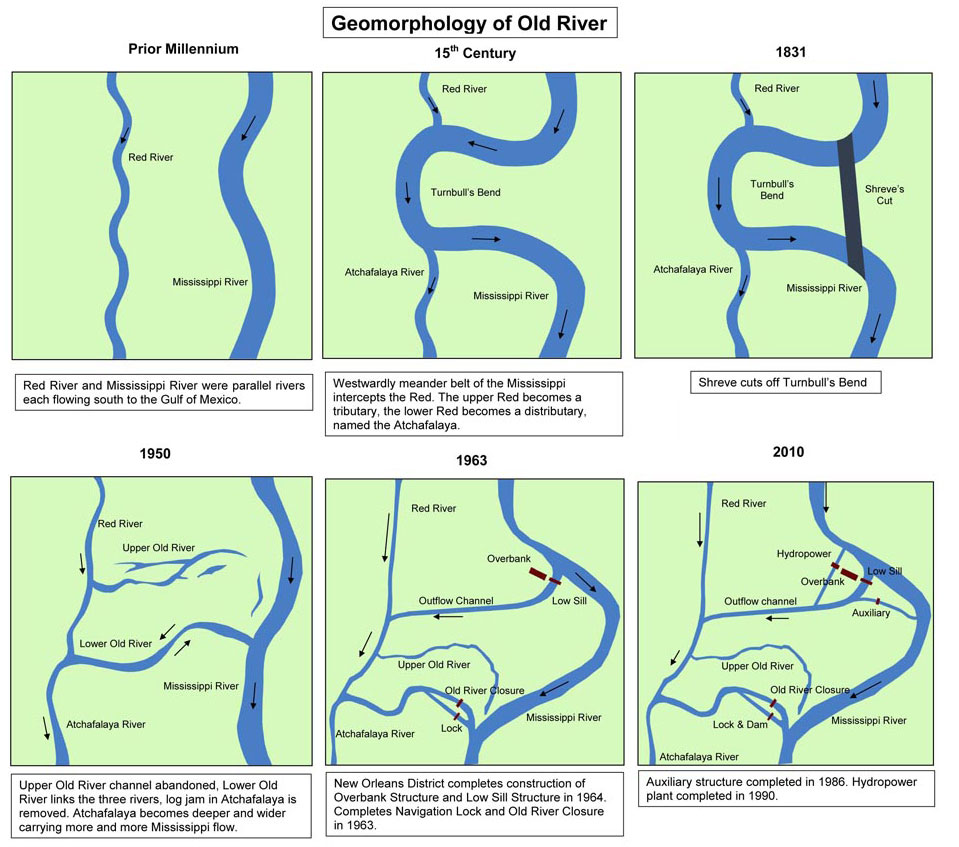
Mapes que mostren la història del curs del riu Mississipi on es actualment la Old River Control Structure, en Louisiana

En Louisiana (Estats Units d'Amèrica), el riu Atchafalaya és un distributari important del riu Mississipi. A causa que el Atchafalaya pren una ruta més pronunciada fins al Golf de Mèxic que el canal principal, aquest riu ha anat capturant més i més de flux del Mississipi durant diverses dècades, després del meandre del Mississippi en Red River of the South. En 1963 es va completar la Old River Control Structure (ORCS, estructura de control del riu vell), una presa que regula el flux de sortida del Mississippi a l'Atchafalaya, per evitar que l'Atchafalaya capturés el flux principal del Mississippi i deixés els ports de Baton Rouge i Nova Orleans amb poca profunditat.
En la Columbia Britànica, Canadà, el riu Fraser té nombrosos pantans i canals secundaris que poden ser definits com a distributaris, però el seu tram final té tres distributaris principals, el Braç Nord (North Arm), el Braç Sud (South Arm), i algunes altres més petits contigus a ells.
Són exemples de distributaris:
- Teton River, un tributari de Henrys Fork (Idaho), es parteix en dos canals distributaris, el North Fork i el South Fork, que s'uneixen amb Henrys Fork a uns quilòmetres de distància.
- Parting of the Waters National Landmark, dins del desert de Teton de Wyoming, en la divisòria continental nord-americana, on el North Two Ocean Creek es divideix en dos distributaris, el Pacífic Creek i l'Atlàntic Creek, que en última instància desemboquen en els seus respectius oceans.
- el Kings River (Califòrnia) ha dipositat un gran ventall al·luvial en la transició del seu canyó en les muntanyes de Sierra Nevada cap a la plana de la Vall Central. Els distributaris flueixen cap al nord cap a l'oceà Pacífic a través del riu Sant Joaquin, i al sud en una conca endorreica que envolta el llac Tulare.

## Amèrica del Sud
El Casiquiare és un distributaride la part superior de l'Orinoco, que flueix cap al sud cap al el riu Negro i forma una canal entre les conques fluvials de l'Orinoco i Amazones. És el riu més gran del planeta que uneix dos grans conques fluvials.

## Europa

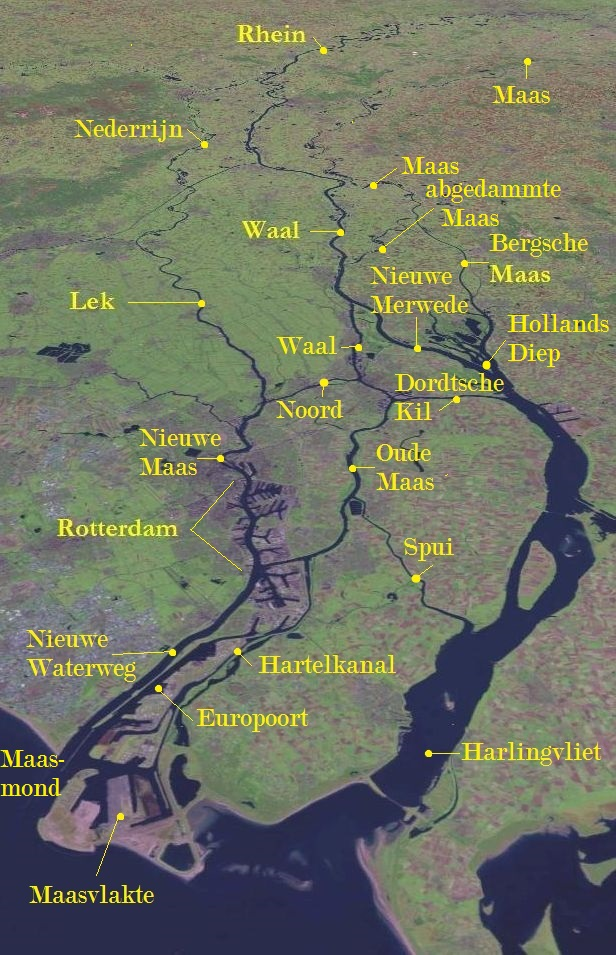
Imatge per satèl·lit del delta del Rin-Mosa-Escalda

- L'IJssel, el Waal i el Nederrijn (Baix Rin) són els tres principals distributaris del Rin. Aquests estan formats per dues bifurcacions separades dins del delta del Rin-Mosa-Escalda.
- El riu Àkhtuba és el distributari més important del Volga. La bifurcació passa a prop, però abans, del delta del Volga.
- El Tärendö, al nord de Suècia, és un distributari terra endins, lluny de la desembocadura del riu. Comença al riu Torne i acaba al riu Kalix.
- El Petit Danubi, en Eslovàquia, forma branques fora del Danubi prop de Bratislava, i desemboquen al Váh abans de reunir-se amb el riu principal prop de Komárno.
- El Prípiat, prop de la frontera entre Belarús i Ucraïna, es pot veure en un mapa com un distributari que flueix del riu Buh Occidental cap al Dnièper, però aquest no és el cas: és simplement un canal artificial entre els dos rius.
- El riu Ember, en Anglaterra, es bifurca des del riu Mole al voltant de l'Island Barn Reservoir.
- El Łarpia és un defluent de l'Oder en Police, Polònia.
- El Nogat és un distributari del Vístula en Polònia.
- El Gran Drin és un distributari del Drin, als Balcans.

## Àsia

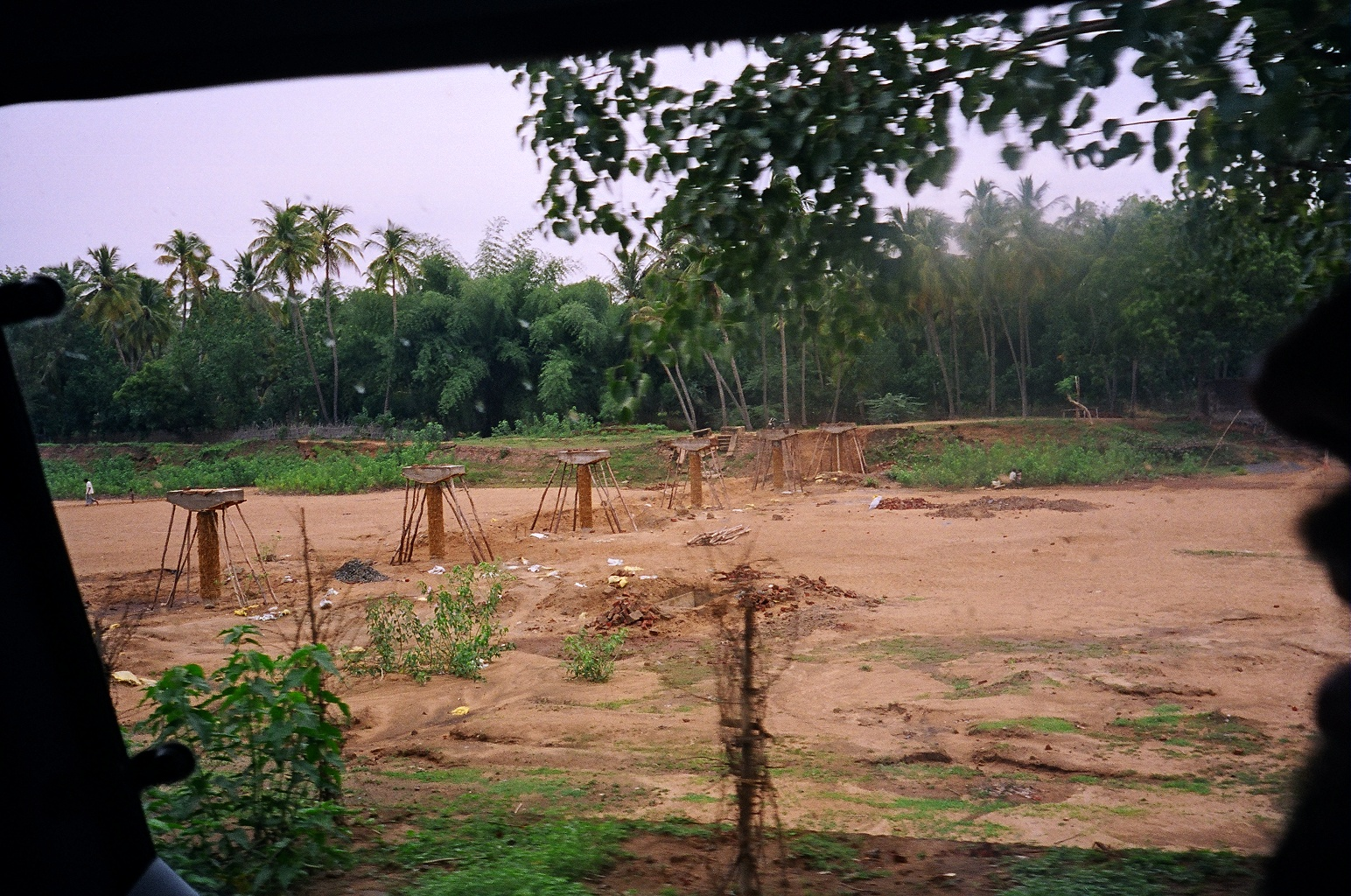
Un distributari estacional del riu Kaveri al delta del Kaveri, prop de Nainital (Índia)

- El riu Kollidam és un distributari del riu Kaveri.
- En Àsia central, el ríu Wakhan és un distributari interior del riu Amudarià, en Afganistán.
- El riu Hugli és un distributari del Ganges, mentre que la major part del complex Ganges-Brahmaputra entra a Bangladesh.
- Els rius de l'Himàlaia, incloent el Ganges, el Brahmaputra i l'Indus, a més de molts afluents, formen distributaris interiors sobre grans ventalls al·luvials en la transició de la regió de la muntanya a la plana Indogangètica. Aquestes zones són molt propenses a les inundacions, com la inundació al Bihar en 2008, del el riu Kosi.
- El Munneru és un distributari del riu Krishna.
- El Tha Chin és un distributari del riu Chao Phraya (Tailàndia).

## Àfrica
- El riu Nil té dos distributaris, les branques de Rosetta i Damiata. Segons Plini el Vell en l'antiguitat hi havien set distributaris (d'est a oest):
  - Pelusiac
  - Tanitic
  - Mendesià
  - Phatnitic
  - Sebennitic
  - Bolbitin
  - Canòpic
- El riu Okavango acaba en molts distributaris en un gran delta interior anomenat el delta de l'Okavango. És un exemple de distributaris que no desemboquen en qualsevol altre cos d'aigua.

## Oceania

### Austràlia
Diversos dels rius que flueixen des de l'interior de les serralades Australianes formen distributaris, majoria dels quals es deriven només de manera intermitent durant els períodes de crescudes dels rius i acaben en llacs poc profunds o simplement desapareixen en els deserts. El Yarriambiack Creek, que flueix des del riu Wimmera cap al llac Coorong, i el Tyrrell Creek, que flueix des del riu Avoca cap al llac Tyrrell, són dos distributaris en Victòria. El riu Narren flueix des del riu Balonne en Queensland cap al llac Narren en Nova Gal·les del Sud.

### Papua Nova Guinea

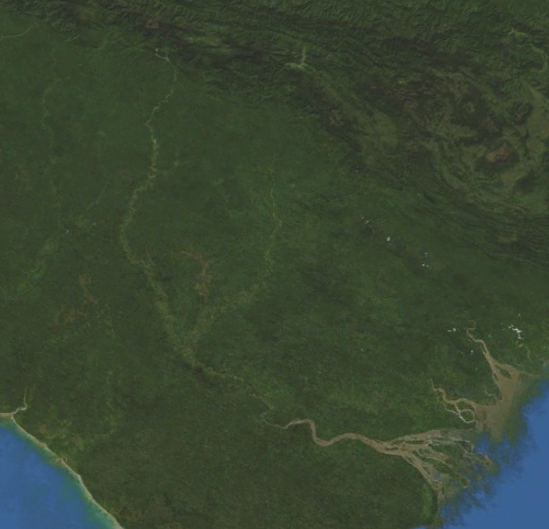
Delta del riu Fly, Nova Guinea

Molts dels principals rius de Papua Nova Guinea desemboquen al golf de Papua a través de la regió pantanosa de baixa altitud del país, permetent deltes ramificats. Aquests inclouen el riu Fly, que es divideix en tres grans rius i en diversos rius menors a prop de la seva desembocadura. El riu Bamu es divideix en diversos canals prop de la seva desembocadura, entre ells el Bebea, Bina, Dibiri, i Aramia. El riu Kikori també es divideix en una multitud de canals, ja que creua les planes properes al Golf de Papua. El riu Purari es divideix en tres canals principals prop de la seva desembocadura.

### Nova Zelanda
El segon riu més llarg de Nova Zelanda, el riu Clutha, es divideix en dos braços, el Matau i el Koua, a uns 10 km de la costa del Pacífic de l'illa del sud. Entre els dos braços es troba l'illa Inch Clutha. Molts dels rius que creuen les planes de Canterbury del centre de l'illa del sud són rius trenats, i alguns d'ells es divideixen en branques separades abans d'arribar a la costa. Entre ells destaca el riu Rangitata, que dos braços estan separats per les zones baixes de l'illa Rangitata.